# Service de la maintenance industrielle terrestre
 (octobre 2024).
Le Service de la maintenance industrielle terrestre (SMITer) est un service  de l'Armée de terre française.
Composé principalement de personnels issus de l'arme du Matériel et spécialisé dans la maintenance et la réparation de tout matériel, il est subordonné à la Structure intégrée du maintien en condition opérationnelle des matériels terrestres. 
Les unités que regroupe ce service sont chargées du maintien en condition opérationnelle (MCO) des  « matériels terrestres de l'Armée de terre française » depuis le 1er janvier 2010. Le SMITer regroupe toutes les formations spécialisés dans la maintenance des matériels terrestres. Cela va des postes radio aux véhicules blindés, en passant par les fusils d'assaut.

## État-major du SMITer
Le SMITer répond aux besoins de l'Armée de terre en rétablissant la disponibilité et en restaurant le potentiel de ses matériels terrestres, en métropole, en outre-mer, à l'étranger et en opérations extérieures.
L'état-major du SMITer commande les trois bases de soutien dans les cœurs de métier maintenance, préparation opérationnelle et projection. Il met à disposition les ressources humaines et budgétaires nécessaires.
Implanté sur le plateau de Satory à Versailles (Yvelines) et fort d'environ 170 personnes, le Service de la maintenance industrielle terrestre comprend 40 % de civils, répartis en une direction et quatre divisions, pour permettre au général directeur d'assumer ses responsabilités et de porter la performance du service.
Présent aux côtés des forces terrestres, le SMITer constitue un outil réactif, offrant une grande liberté d'action, pour préparer, monter en puissance, projeter et soutenir les unités en opération.

## Liste des bases de soutien affiliées au SMITer
| Unités                          | Abréviation | Localisation                                              | Pôle de spécialité                                |
| ------------------------------- | ----------- | --------------------------------------------------------- | ------------------------------------------------- |
| 12e base de soutien du matériel | 12e BSMAT   | Neuvy-Pailloux, Douai et Gien                             | Mobilité blindés & roues                          |
| 13e base de soutien du matériel | 13e BSMAT   | Clermont-Ferrand, Moulins (Allier), Saint-Astier et Tulle | Opérateur logistique, blindés légers, RR & études |
| 14e base de soutien du matériel | 14e BSMAT   | Nouâtre, Bruz et Poitiers                                 | Électronique & armement                           |

Les régiments du matériel sont subordonnés à la brigade de maintenance (BMAI) au sein du commandement de l'appui et de la logistique de théâtre (CALT).

## Projets et évolutions
Créé dans le cadre du projet « Maintenance 2010 », le SMITer est monté en puissance rapidement. Il est certifié ISO 9001, pour toutes ses activités et sur tous ses sites, depuis juin 2013.

## Cœur de métier
Le SMITer assure la maintenance au profit des parcs de matériels terrestres, pour l'armée de terre dans le cadre de la politique d'emploi et de gestion des parcs (PEGP), pour les organismes interarmés de manière croissante. En qualité de réparateur, il maintient ou rétablit la disponibilité des équipements des forces (visites préventives et actes curatifs), il entretient ou restaure le potentiel des matériels complets et des rechanges réparables retirés des forces (entretien en stockage et maintenance lourde).
En qualité d'opérateur logistique du maintien en condition opérationnelle terrestre (MCO), il réceptionne, entrepose et distribue les rechanges et les matériels ou équipements, en bon et mauvais état. Depuis 2014, le SMITer est maître d'œuvre du service logistique de la Marine, pour le MCO des matériels nautiques et de plongée de l'Armée de terre.

## Directeur
- 2010 - 2011 : général de division Philippe Lebourg

- 2011 - 2013 ; général de division Pascal Vandenbussche

- 2013 - 2016 : général de division Patrick Hocquart

- 2016 - 2019 : général de division Philippe Deschamps

- 2019 - 2022 : général de division Frédéric Guglielminotti

- 2022 - 2024 : général de division Olivier Cornefert

- Depuis 2024 : général de brigade Christophe Gasançon

## Tradition
La Saint Éloi, célébrée le premier décembre, est la fête du Matériel et par analogie celle du SMITer.